# Криминальная драма
Криминальная драма — поджанр драмы и криминального кино, в котором основное внимание уделяется жизни, действиям и моральным дилеммам преступников, часто подчеркивая, что преступление не окупается.
В отличие от криминальных триллеров, эти фильмы обычно предлагают более серьёзное, мрачное и реалистичное изображение преступной среды, делая упор на развитие персонажей и сложные повествования, а не на кровавые боевые сцены, перестрелки и насилие.
Криминальная драма, тесно связанная с гангстерским поджанром, отличается часто сдержанным изображением главных героев-преступников, а не вспышками и героическими условностями, преобладающими в первом. Иногда фильмы могут содержать элементы того и другого, начиная с гангстерских картин и переходя к более медленным, более созерцательным повествовательным условностям криминальной драмы.
Часто в этих фильмах главные герои ищут выход из преступного образа жизни, только чтобы оказаться в ловушке.

## Примечательные примеры

### Ранние примеры
Многие из лучших чистых образцов этого жанра кинопроизводства появились после послевоенных лет, после прихода модернизма в кино. Впервые они были показаны в нуарных фильмах:
- Убийцы (1946)
- Из прошлого (1947)
- Они живут по ночам (1948)

### Поздние примеры
- 1960-е — Душной южной ночью (1967), Бонни и Клайд (1967), Хладнокровное убийство (1967)
- 1970-е — Крёстный отец (1972), Крёстный отец 2 (1974), Собачий полдень (1975), Убийство китайского букмекера (1976)
- 1980-е — Атлантик-Сити (1980), Серая лиса (1982), Лицо со шрамом (1983), Аптечный ковбой (1989)
- 1990-е — Славные парни (1990), Крёстный отец 3 (1990)
- 2000-е — Бумер (2003)
- 2010-е — Шеф (2012-2024) Общак (2014), Легенда (2015), Убийство в «Восточном экспрессе» (2017), Бык (2019), Магия зверя (2019)
- 2020-е — Мейер Лански (2021)